# Хусид Віктор Борисович
Ві́ктор Бори́сович Хусид (1903—1974) — радянський військовик, генерал-майор артилерії (18.11.1944) періоду німецько-радянської війни.

## Біографія
Народився 25 січня 1903 року в місті Вознесенську Одеської області на Україні в сім'ї ремісника. Єврей (у деяких документах вказаний як українець). Закінчив неповну середню школу. Працював службовцем.
У жовтні 1918 року вступив до Червоній Армії. Брав участь у Громадянській війні. Закінчив артилерійську школу, командував артилерійськими підрозділами.
У 1937 році закінчив Вищі командні курси «Постріл».
На початок німецько-радянської війни (1941 рік) на посаді командира 522-го гаубичного артилерійського полку, в 1942 році — начальник артилерії армії Сталінградського фронту, в 1943 році — командир 10-ї артилерійської дивізії РГК, командувач артилерії армії Воронезького фронту, в 1944—1945 роках — командир 1-ї гвардійської артилерійської дивізії.
Звання генерал-майора артилерії присвоєно 18 листопада 1944 року.
Після війни — командувач артилерії стрілецького корпусу і армії.
Звільнений у запас 14 травня 1958 року. Помер 14 січня 1974 року.

## Нагороди
За роки німецько-радянської війни В. Б. Хусид був нагороджений орденами: Леніна, 3-ма Червоного Прапора, Суворова 2-го ступеня, 2-ма Кутузова 2-го ступеня, Червоної Зірки, іноземними нагородами, медалями.